# E 499.3
163 (До 1988 року — серія E 499.3) — чотирьохвісний електровоз постійного струму (3кВ), використовується залізницями Чехії, Словаччини та Італії переважно для водіння вантажних поїздів. В Італійській класифікації має найменування E 630.

## Загальні відомості
Цей електровоз є спрощеною версією двохсистемного електровоза ES 499.1 (заводська серія 12E1).
Необхідність у розробці нової серії електровозів постійного струму виникла в 1980-их роках. Компанія Skoda створила електровоз на основі двохсистемного серії 499.1, внісши лише незначні зміни в електричну схему. Перша партія електровозів у кількості 20 одиниць була випущена з вересня по грудень 1984 року. Заводське позначення серії — Škoda 71 Е

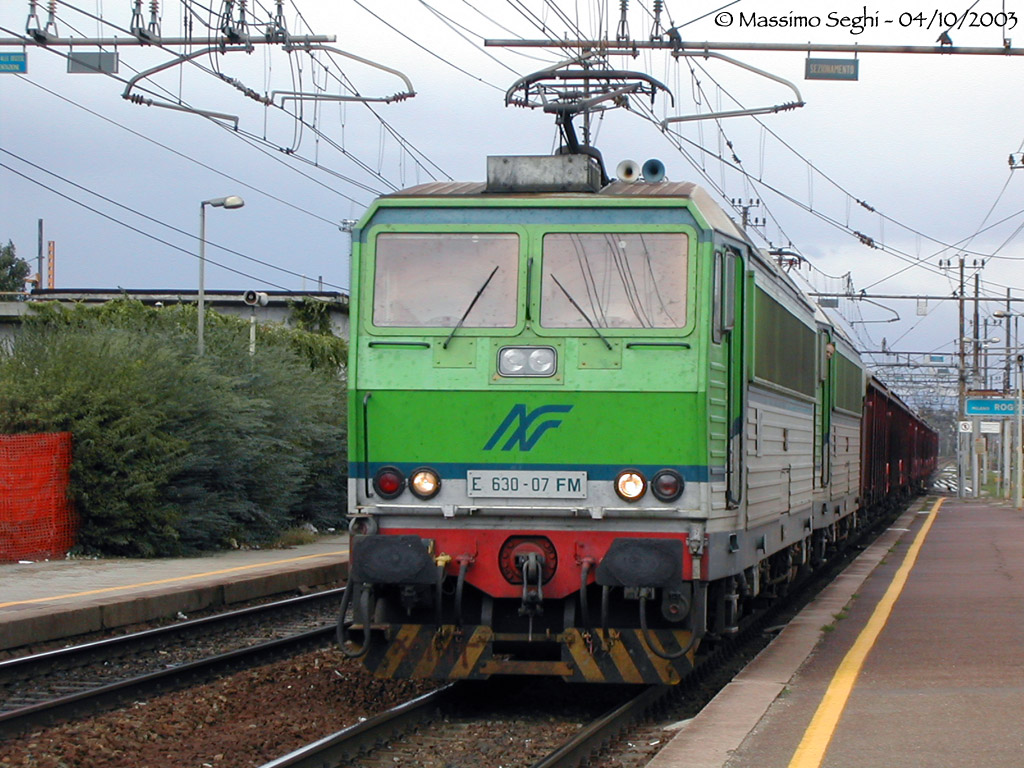
Електровоз Е 630 на Італійській залізниці

Друга партія електровозів була випущена в 1991–1992 рр., ці електровози отримали заводське найменування серії Škoda 99 Е. 51 електровоз з цієї партії надійшов на залізниці Чехії та Словаччини. Ще 9 електровозів були придбані італійською залізничною компанією Ferrovie Nord Milano (ця партія отримала заводську серію Škoda 99 E2). В Італії електровоз перейменували на Е 630 і нумерували від 01 до 09.
Італійські електровози мали технічні відмінності: загальну висоту електровоза зменшили на 340 мм, вагу з 85 до 80 тонн, встановили інші напівпантографи, змінили ланцюги управління, встановили кондиціонери в кабіні машиніста.